# فان یونشیا
فان یونشیا (انگلیسی: Fan Yunxia؛ زادهٔ ۷ دسامبر ۲۰۰۲) بازیکن هاکی روی چمن اهل چین است.
وی در مسابقات کشوری و بین‌المللی در مجموع برندهٔ ۱ مدال نقره شده است.